# Leptodontium scaberrimum
Leptodontium scaberrimum är en bladmossart som beskrevs av Brotherus 1929. Leptodontium scaberrimum ingår i släktet groddmossor, och familjen Pottiaceae. Inga underarter finns listade i Catalogue of Life.